# Prince Oniangué
Prince Oniangué (París, Francia, 4 de noviembre de 1988) fue un futbolista francés de ascendencia congoleña. Jugaba de centrocampista y se último equipo profesional fue el  S. M. Caen.

## Selección nacional
Ha sido internacional con la selección de fútbol del Congo en 44 ocasiones. Se retiró en 2024.
Es también asesor de Canal + para La Liga y la Bundesliga.

## Clubes
| Club                          | País       | Año       |
| ----------------------------- | ---------- | --------- |
| Stade Rennes F. C.            | Francia    | 2008-2009 |
| Angers S. C. O.               | Francia    | 2009-2010 |
| Tours F. C.                   | Francia    | 2010-2013 |
| Stade de Reims                | Francia    | 2013-2016 |
| Wolverhampton Wanderers F. C. | Inglaterra | 2016-2017 |
| S. C. Bastia                  | Francia    | 2017      |
| Wolverhampton Wanderers F. C. | Inglaterra | 2017-2018 |
| Angers S. C. O.               | Francia    | 2018      |
| S. M. Caen                    | Francia    | 2018-2022 |